# Liste deutscher U-Boote

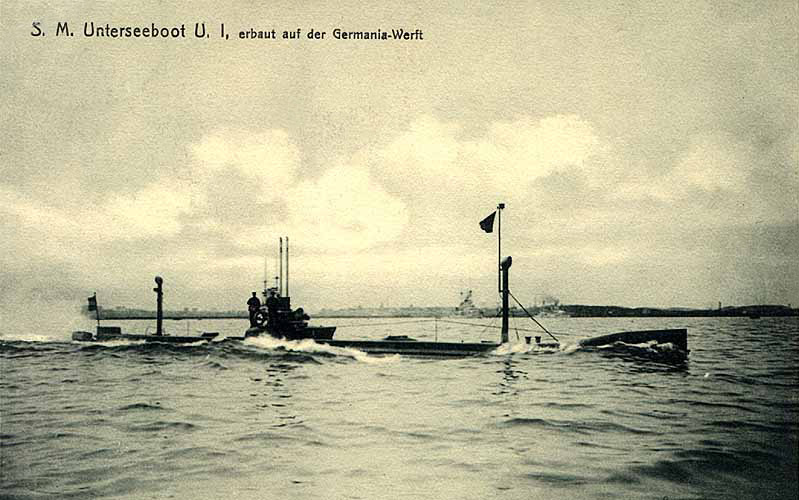
U 1

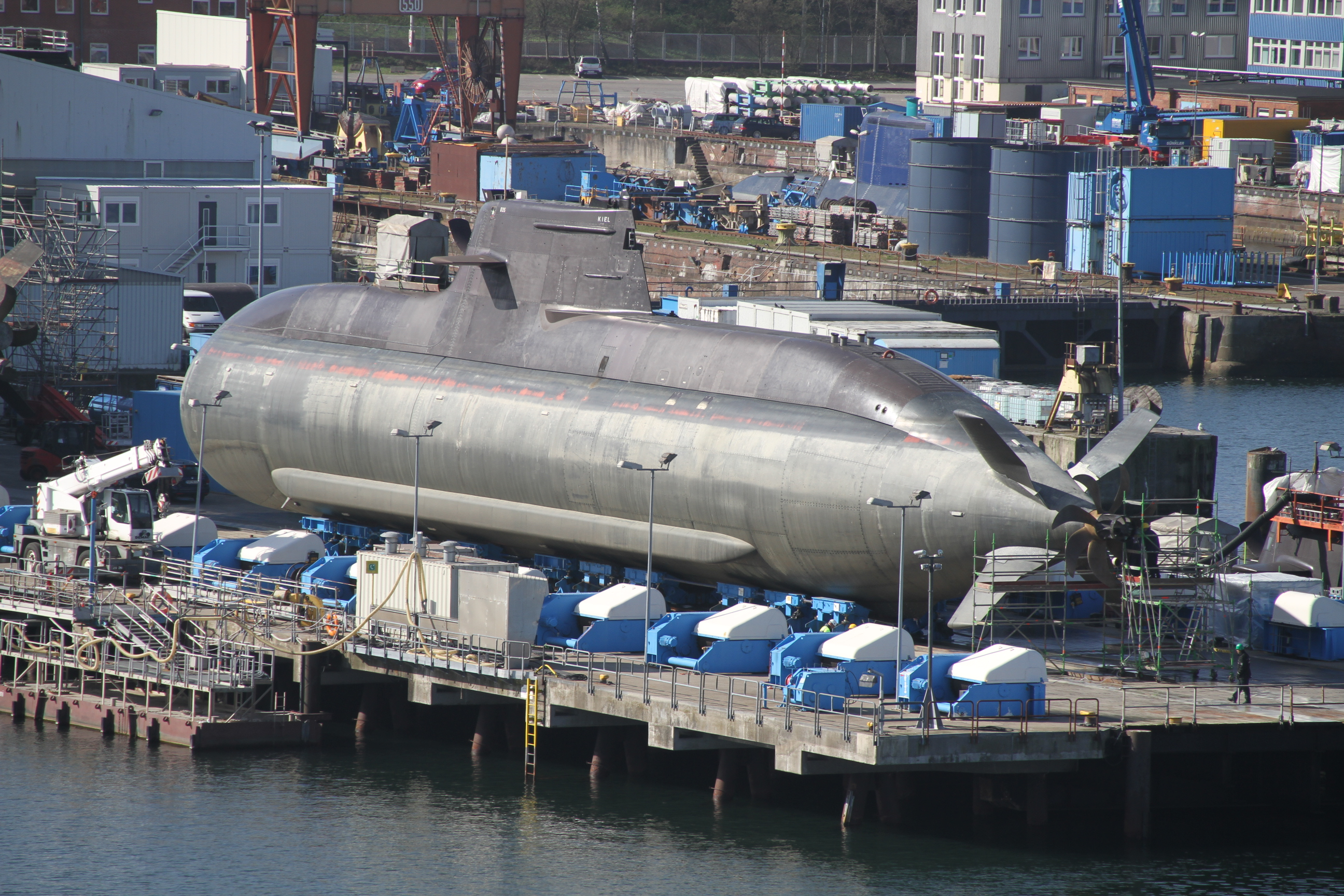
U 35

Eine Liste deutscher U-Boote gibt es in folgenden Artikeln:
- Liste deutscher U-Boote (1906–1919)
- Liste deutscher U-Boote (1935–1945)
  - U 1 – U 250
  - U 251 – U 500
  - U 501 – U 750
  - U 751 – U 1000
  - U 1001 – U 1250
  - U 1251 – U 1500
  - U 1501 – U 4870
- Liste von Unterseebooten der Bundeswehr
- Liste der durch Deutschland beschlagnahmten oder erbeuteten U-Boote

Die Seestreitkräfte der DDR und insbesondere die 1960 aufgestellte Volksmarine der DDR verfügten nicht über U-Boote.